# エコーチェンバー現象

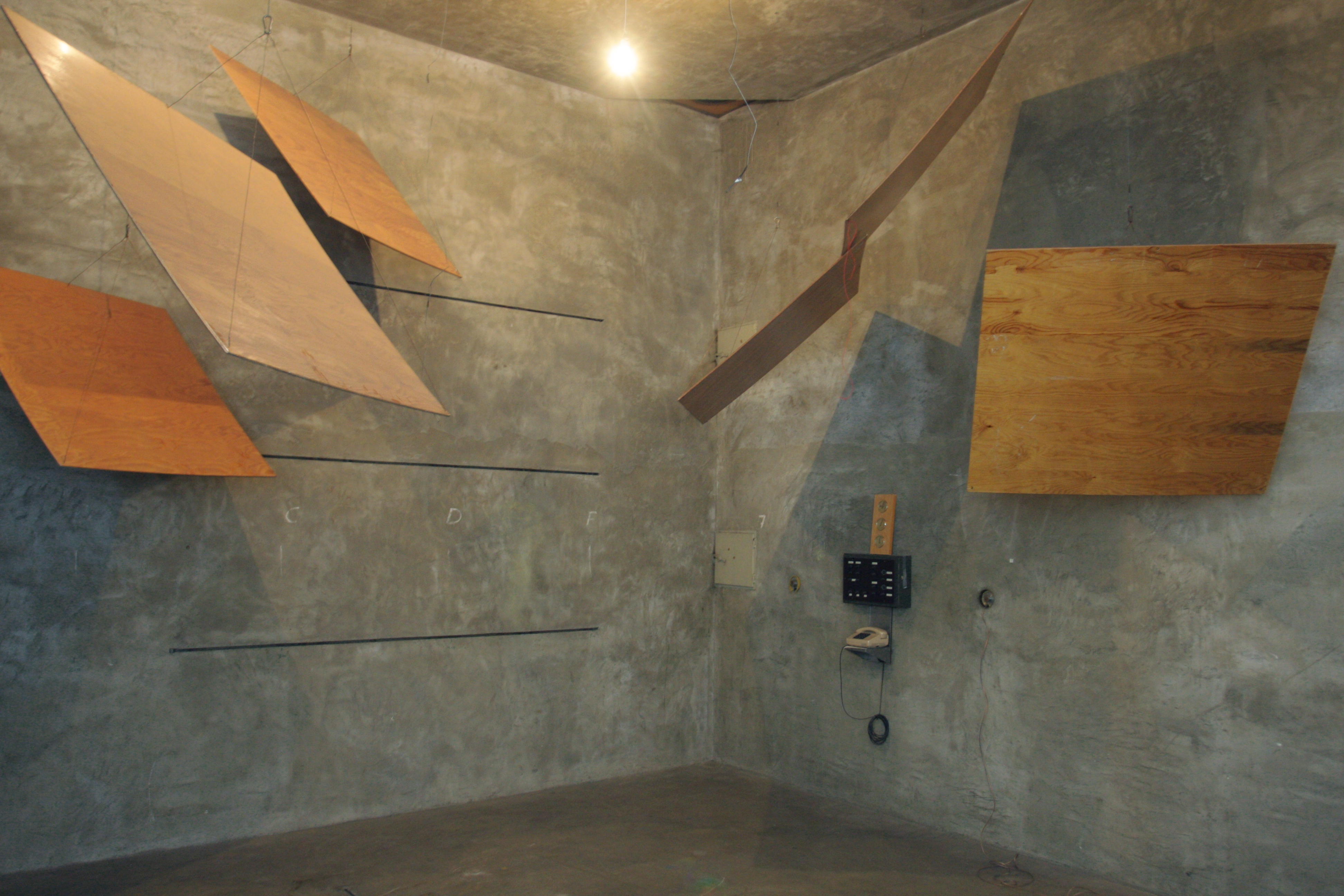
「自分の声」があらゆる方向から返ってくる閉じた空間、エコー・チェンバー

エコーチェンバー現象（エコーチェンバーげんしょう）あるいはエコーチェンバー（英: Echo chamber）とは、自分と似た意見や思想を持った人々の集まる空間（電子掲示板やSNSなど）内でコミュニケーションが繰り返され、自分の意見や思想が肯定されることによって、それらが世の中一般においても正しく、間違いないものであると信じ込んでしまう現象。または、閉鎖的な情報空間において価値観の似た者同士が交流・共感し合うことで、特定の意見や思想が増幅する現象。エコーチェンバー化、またはエコーチェンバー効果ともいう。エコーチャンバーとも表記される。

## 概要
「エコーチェンバー」は、もともとは音響効果や実験のため人工的にエコー（反響）を作り出す部屋「残響室」(英語別称:Reverberation room)を指す語であったが、メディア学などの分野で、声を出すとやまびこのように増幅して返ってくる残響室の様子に例えて、特定の主張だけが受け入れられあたかも異論が存在しないかのような集団の状態を指す用語として使われるようになった。
エコーチェンバーの閉じた情報環境の内部にいる人間は、何度も同じ情報を見聞きするため、怪しい情報でも信じやすくなる。また、自分とは異なる考え方や価値観の違う人々との交流がなくなり、自分とは異なる意見やデマを訂正する情報も入らなくなってしまう。
ソーシャルメディアにおいては、自分と類似した意見や思考を持つ人物に対する「フォロー」や、興味関心のある発信に対する「いいね」などのレスポンスといった各種使用情報を受けて、個人に最適化されたアルゴリズムが構築され、同じ考え方や価値観を持つ人たちばかりとつながるようになる。そうした情報環境で形成されたコミュニティにおいて考えや意見を発信すると、残響室で音が反響するかのように、同じ考えを持ったユーザーらによる肯定的なレスポンスや拡散が行われやすくなる。
ネット社会では、自分とよく似た価値観を持つ人を探すことは容易であり、リアルな社会では不可能な人数の人とつながることができる。また、リアルな社会ではなかなか出会えないような価値観であってもネットであれば見つけられ、容易に居心地の良い情報環境を作りだせる。このため、ネット社会ではエコーチェンバーができやすい。

## 歴史
SNSが登場する以前の1990年には、「エコー・チェンバー」という比喩表現がジャーナリストのデビッド・ショーにより用いられている。
2001年には、インターネット時代におけるエコーチェンバー現象に関して、米国の法学者サンスティーンが言及している。インターネットには、個人や集団が様々な選択をする際に人々を自分の作り出したエコーチェンバーに閉じ込めてしまうシステムが存在するとしたうえで、過激な意見に繰り返し触れると同時に、同じ意見を多数の人が支持していると聞かされれば、その意見を信じ込む人が出てくると指摘した。
2016年アメリカ合衆国大統領選挙において、エコーチェンバー現象が大きな社会問題として認識された。

## 仕組み

### マスメディア
マスメディアによる報道において、エコーチェンバー現象がしばしば見られる。メディアの「事情通」が「ある主張」をしたとすると、その内容は前々から同様の考えを持っていた人々によって反復される。情報が「又聞き」で誰かに伝わり、そしてその情報が、誇張されたり歪められたりした形で自分のところに帰ってくる。やがて多くの人々が、その「誇張されたり歪められたりした形」のバージョンを「真実」であると考えるようになる。

### インターネット
ソーシャル・ネットワーキング・サービス (SNS) を運営する会社（FacebookやTwitterなど）や情報検索サービスを運営する会社（Googleなど）は、一人一人が受け取る情報を、各個人に最適化された特定の情報が含まれるアルゴリズム（機械的な仕組み）を用いて選別している。人々はFacebook、Twitter、Googleなどの従来型ではない情報源を通じてより迅速にニュースを受け取るようになっており、アルゴリズムを用いて各閲覧者に関連すると思われるニュースを選別して提供する手法が、大衆に向けてニュースを選別し提供するという編集者の伝統的な機能に代わるものとなってきている。個人に最適化されたアルゴリズムの仕組みは、そのレコメンド機能により個人の興味の幅を広げ、他ユーザーとの新たな共通点を持つことを可能にする反面、人々をフィルターバブルの中に閉じ込めてしまうという側面もある。フィルターバブルは、自分と異なる意見や価値観を隠してしまう。こうしたウェブの環境下において、SNS上で生じるエコーチェンバー現象が偽ニュース拡散の構造的要因となってしまっている。
SNSでは誰の投稿を見るか自分で決められる。自分にとって心地よくない意見をいうユーザーがいれば、ブロックやミュートして締め出すことができる。その結果、自分の価値観にあった意見だけが返ってくる情報空間であるエコーチェンバーを作り出せる。居心地の良さを求めることで自然と作られてしまうので、自分がエコーチェンバーの中にいるとは気づきにくい。
一見すると、インターネット上のひとつのコミュニティ（集団）は色々な考えの人たちで構成されているように思えるが、実際にはそれぞれの集団は同じような考えの人たちだけからできている。SNSのコミュニティは出所不明の「噂」を集団内で強力に増幅するが、それは集団に属する人々が、自分たちの見解（集団内では「真実」と考えられている）を補強する都合の良い情報だけを信じ、都合が悪い情報に耳を傾けないためである。集団に都合の良い情報は集団内の人たちから提供される。このような仕組みにより集団内では特定の意見のみが増幅され、その他の意見は減衰する。エコーチェンバー効果は、特定の集団内の総意を世の中の全ての人の総意であると、錯覚させる恐れがある。

## 事例・研究結果
- 1990年にピューリッツァー賞を受賞した一連の記事の中でデビッド・ショーは、1980年代のマクマーティン保育園裁判に対する報道を「エコーチェンバー」であると批判した。ショーは次のように言及している。この裁判の容疑は立証されることがなかったにもかかわらず、裁判を報じたニュースメディアは「ほとんど一丸となり」、「互いに影響し合い」、「恐怖のエコーチェンバー」を作り出し、そこでは、ついにジャーナリストらはジャーナリズムの原則を放棄して「最新の衝撃的な疑惑を最初に報じる」ためにセンセーショナルな報道をした[29]。
- ビル・クリントンとモニカ・ルインスキーのスキャンダル（ルインスキー・スキャンダル）の報道の経緯を検証した『タイム』誌1998年2月16日号の「Trial by Leaks」のカバーストーリーには[30]、「プレスとドレス：わいせつ行為のリークの解剖、それはいかにしてメディアのエコーチェンバーの壁を跳ね回るのか (The Press And The Dress: The anatomy of a salacious leak, and how it ricocheted around the walls of the media echo chamber)」というアダム・コーエン（英語版）による記事が掲載された[31]。この事例は、卓越したジャーナリズムのためのプロジェクト（英語版）によって深く検討され、『The Clinton/Lewinsky Story: How Accurate? How Fair?』がまとめられた[32]。
- 2014年秋に始まったゲーム・コミュニティによる、いわゆるゲーマーゲート集団嫌がらせ事件における攻撃とジャーナリスト側の反応は、エコーチェンバーであったと考えられる[33][34]
- New Statesman誌のエッセイでは、イギリスの欧州連合離脱（ブレグジット）の是非を問う国民投票がエコーチェンバーと関連していると論じている[35]。
- 2016年アメリカ合衆国大統領選挙では、政治的・イデオロギー的考えの似ている者どうしの間で選挙運動の情報が主に交換されていたことから、エコーチェンバーとみなされている。ドナルド・トランプとヒラリー・クリントンは選挙戦を通じてツイッター上で非常に多くの発言をし、発言力のある多数のオピニオンリーダーをこのプラットフォームに呼び寄せた。Guoらが行った研究によれば、トランプとクリントンを支持するツイッターコミュニティはまったく異なっており、最も声の大きなオピニオンリーダーたちがそのコミュニティの内側にエコーチェンバーを作る役割を担った[36]。

## 関連文献
- Philip McRae, "Forecasting the Future Over Three Horizons of Change", ATA Magazine, May 21, 2010.
- John Scruggs, "The "Echo Chamber" Approach to Advocacy", Philip Morris, Bates No. 2078707451/7452, December 18, 1998.
  - The Hudson Institute's Bradley Center for Philanthropy and Civic Renewal wonder if they "got it, well, Right".
- "Buying a Movement: Right-Wing Foundations and American Politics," (Washington, DC: People for the American Way, 1996). Or download a PDF version of the full report.
- Dan Morgan, "Think Tanks: Corporations' Quiet Weapon," Washington Post, January 29, 2000, p. A1.
- Jeff Gerth and Sheryl Gay Stolberg, "Drug Industry Has Ties to Groups With Many Different Voices", New York Times, October 5, 2000.
- Robert Kuttner, "Philanthropy and Movements," The American Prospect, July 2, 2002.
- Robert W. Hahn, "The False Promise of 'Full Disclosure'," Policy Review, Hoover Institution, October 2002.
- David Brock, Blinded by the Right: The Conscience of an Ex-Conservative (New York, NY: Three Rivers Press, 2002).
- Jeff Chester, "A Present for Murdoch", The Nation, December 2003: "From 1999 to 2002, his company spent almost $10 million on its lobbying operations. It has already poured $200,000 in contributions into the 2004 election, having donated nearly $1.8 million during the 2000 and 2002 campaigns."
- Jim Lobe for Asia Times: "the structure's most remarkable characteristics are how few people it includes and how adept they have been in creating new institutions and front groups that act as a vast echo chamber for one another and for the media"
- Valdis Krebs, "Divided We Stand," Political Echo Chambers
- Jonathan S. Landay and Tish Wells, "Iraqi exile group fed false information to news media", Knight Ridder, March 15, 2004.
- R.G. Keen: The Technology of Oil Can Delays
- Echo chamber at SourceWatch